# Obléhání Milána

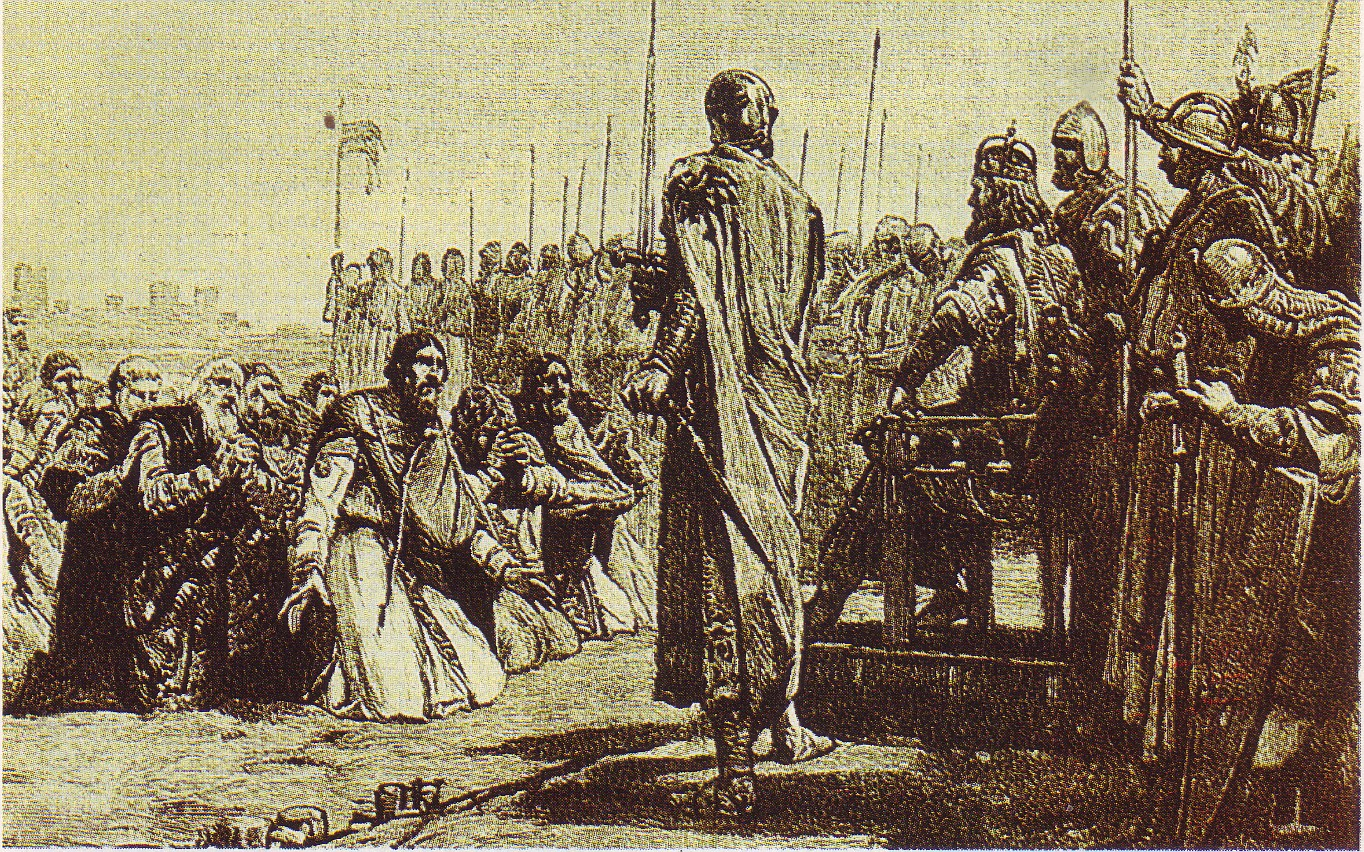
Po skončeném obléhání žádali konzulové u císaře milost.

Obléhání Milána (6. srpna – 8. září 1158) bylo vojenskou akcí, ve které se vyznamenali čeští bojovníci a která vedla ke kapitulaci města. Český kníže Vladislav II. byl za odměnu korunován českým králem.

## Politické souvislosti

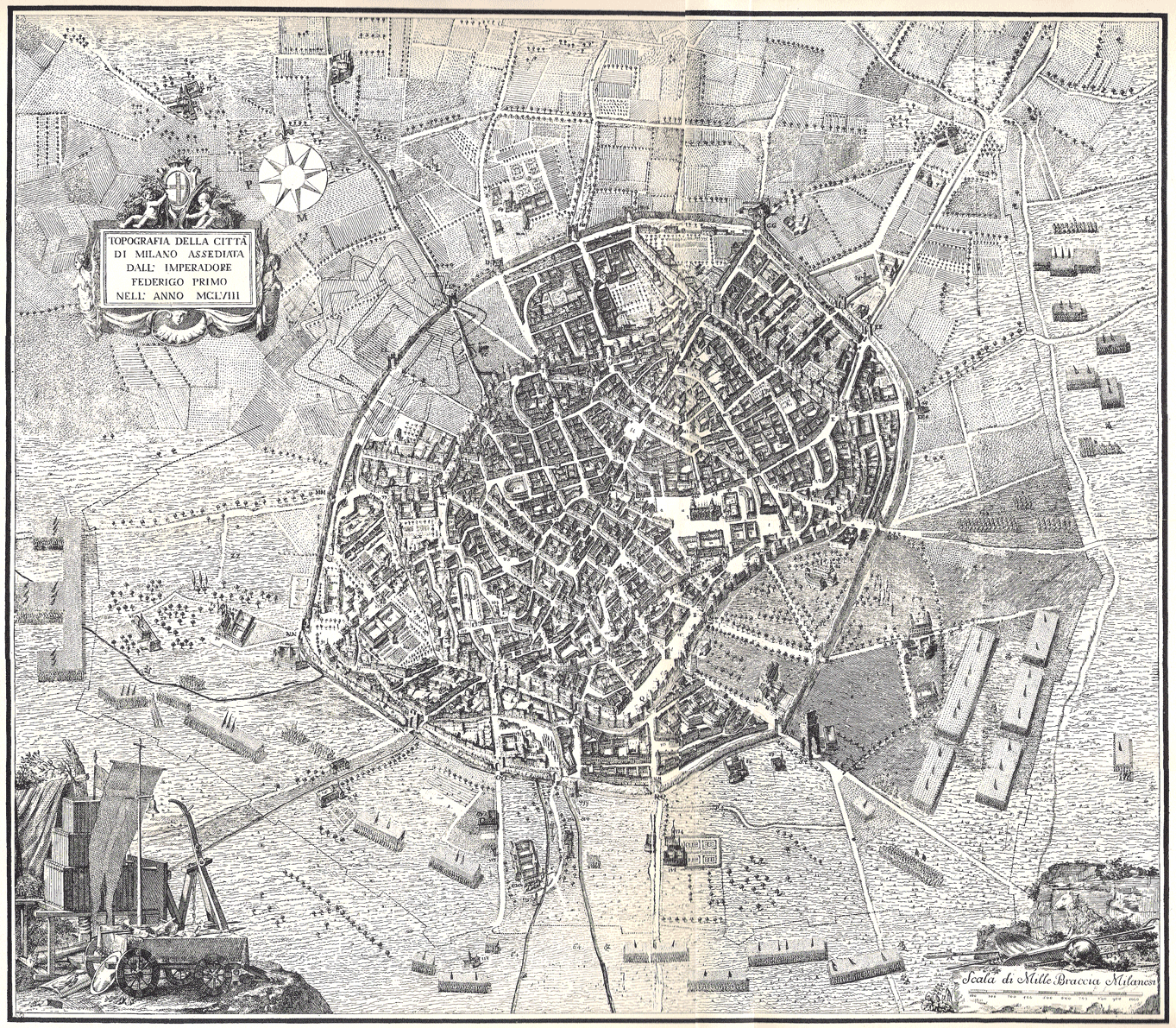
Milán v roce 1158

Situace v Itálii se roku 1156 začala komplikovat, Říši především znepokojovaly bojové akce Řeků v jižní Itálii a neposlušnost Milána. To pohnulo říšská knížata k souhlasu k tažení do Itálie. Koncem května 1156 navíc porazil sicilský král Vilém I. Byzantince a papež Hadrián IV. uzavřel s Vilémem I. smlouvu. To vše značně omezovalo další východiska císařské politiky.
Na říšském sněmu ve Wormsu na přelomu března a dubna 1157 přislíbila říšská knížata svou účast na novém tažení do Itálie, přítomni byli i někteří italští odpůrci Milána. Císař Fridrich I. Barbarossa se snažil o zajištění širší podpory plánované akce. Podpořil ho český kníže Vladislav, uherský král Gejza II., polský král Boleslav IV., anglický král Jindřich II. a přísahu složili i italští reprezentanti vysokého říšského duchovenstva. Nedůvěru vyjadřoval francouzský král Ludvík VII., proti byl i papež. Milán se však ani pod tlakem nepodvolil.

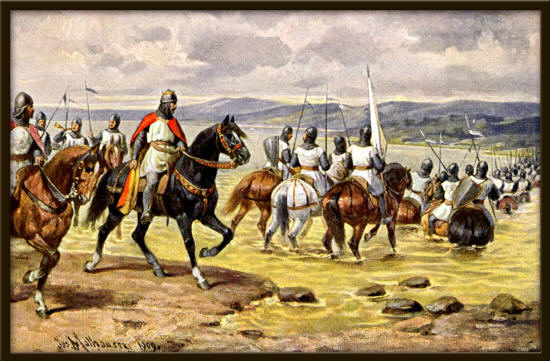
Čechové překračují řeku Addu roku 1158. Ilustrace J. Mathausera.

Tažení zahájil Fridrich roku 1158 přechodem Brennerského průsmyku. Měl k dispozici rozsáhlou vojenskou sílu. Významnou součástí Fridrichovy armády se stalo české vojsko vedené knížetem Vladislavem II. Díky činnosti císařských legátů byl prvotní postup rychlý a bezproblémový. Tato armáda dospěla k hlavní obranné linii Milána – řece Addě – 23. července, kde se zastavila, protože mosty byly zničené. Dva čeští rytíři, Odolen a Bernard, hnáni vidinou kořisti, přeplavali řeku, což se stalo inspirací pro další.
| „                    | Češi pod městskými valy řeku snadno překonali. Odolen tam našel brod a tím proslavil svůj rod... | “ |
| — Dalimilova kronika |                                                                                                  |   |

Vladislav II. poručil udeřit do bubnů a jeho vojsko se dalo do pohybu. Překvapení Milánských bylo dokonalé. Když se pokusili zabránit přechodu vojska přes řeku, české vojsko již stálo na druhém břehu a bez námahy útok nepřítele odrazilo. Překročením Addy byla českou zásluhou rozhodnuta bitva o přístupy k Milánu.

## Obléhání Milána
Dne 6. srpna 1158 zahájily říšské jednotky obléhání Milána a připojily se k nim i kontingenty z říšské části Itálie. K souvislému obléhání však nestačila ani císařova armáda, kterou se Fridrich rozhodl rozdělit do sedmi sborů, střežící každou ze sedmi městských bran. Italové se pokusili rozdrtit protiútokem sbor vedený císařovým bratrem Konrádem, ovšem díky české jízdě vedené osobně knížetem Vladislavem, se podařilo pohromu odvrátit. Vladislav dokonce údajně zabil vůdce Milánských, zvaného Decius. Za tuto pomoc, která rozhodla možnost pokračovat obléhání, se českým vojskům dostalo od císaře uznání. Češi si získali u Miláňanů respekt a nepokoušeli se na ně z brány svatého Dionýsia zaútočit. Ve snaze sjednat co nejmírnější podmínky kapitulace se pokusili požádat českého knížete o zprostředkování jednání s Fridrichem.
Kapitulace Milána byla vyjednána 1. září 1158. Milán musel zaplatit vysokou pokutu (9120 hřiven stříbra), byla mu odňata regália a zakázána stavba falce. Město si mohlo nechat opevnění a podrželo si právo volit své konzuly, které však musel potvrdit císař. Dne 8. září se konal velkolepý kapitulační akt. Český kníže Vladislav II. byl za odměnu osobně korunován císařem Fridrichem I. Barbarossou českým králem a jako král se nazýval Vladislav I. Češi získali velkou kořist a vrátili se do země s velkou slávou.

## Důsledky

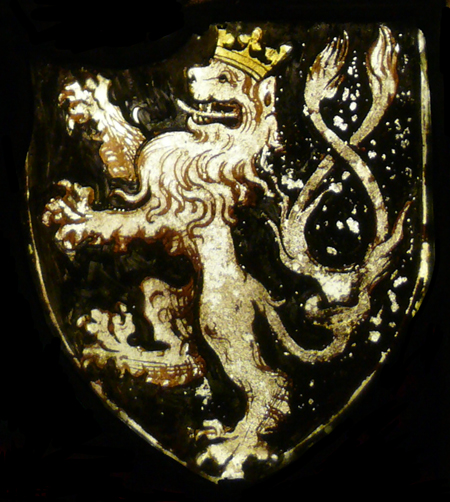
Erb se lvem

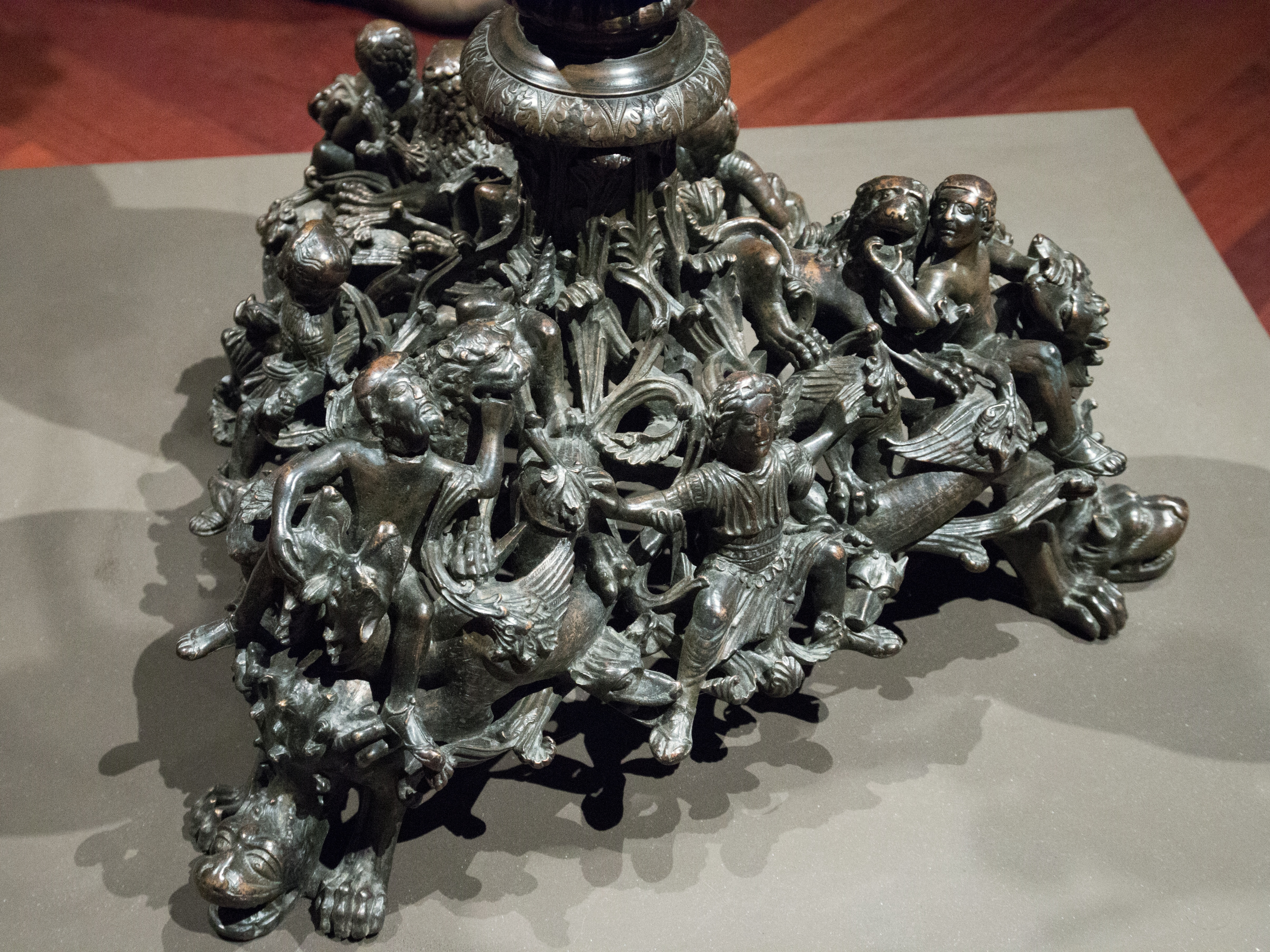
Patka svícnu, kterou si Češi odvezli z dobytého Milána

Z tažení přivezl nový český král údajně (podle kronikáře Dalimila) znak lva (ačkoli jeho užívání není doloženo před počátkem 13. století a nikoli v okruhu českých panovníků). Úspěch se obrazil i v založení komendy řádu johanitů v Praze, výrazem slávy a moci se stala i stavba Juditina mostu, prvního kamenného mostu přes Vltavu v Praze.
V kapli svatého Jana Křtitele v katedrále sv. Víta, Václava a Vojtěcha stojí jedna z nejstarších památek původního vybavení kostela. Je to tzv. milánský nebo jeruzalémský svícen. V roce 1158 svícen pravděpodobně obdržel – nebo ukořistil – český král Vladislav I. při obléhání Milána a po svém návratu jej daroval Svatovítskému chrámu.
| „                    | Doposud v chrámě u svatého Víta září skvělý svícen na oltáři. Je prý dílem Šalamouna a nic se mu nevyrovná. V Jeruzalémě stál kdysi... | “ |
| — Dalimilova kronika | |   |

Původní dřík byl zřejmě zničen při plenění kostela Němci v roce 1279 a poté nahrazen novým. Ten se však již svou krásou nevyrovnal starému dříku, jak při první zmínce o svícnu v roce 1314 ve své kronice píše Dalimil. Roku 1641 dal vratislavský biskup Leopold Vilém na původní nohu postavit nový dřík kandelábrovitého tvaru s figurou beránka. Ramena jsou zakončena poprsími českých světců.